# Veľké Turovce
Veľké Turovce (in ungherese Nagytúr) è un comune della Slovacchia facente parte del distretto di Levice, nella regione di Nitra.